# Chùa Bửu Phong
Chùa Bửu Phong là một ngôi chùa cổ tọa lạc trên núi Bình Điện tại phường Bửu Long, thành phố Biên Hòa, tỉnh Đồng Nai, Việt Nam. Chùa được xây dựng vào thế kỷ 17 và đã trải qua nhiều lần trùng tu.

## Tổng quan
Cổng tam quan chùa nằm dưới chân núi Bình Điện, bên đường Huỳnh Văn Nghệ. Trước đây, du khách viếng chùa đều phải leo lên 99 bậc đá, nay đã có đường lên đến sân chùa cho du khách đi xe máy. Mặt chính của chùa quay về hướng Đông Bắc, từ đây nhìn xuống sân bay Biên Hòa, Văn miếu Trấn Biên và những đồng ruộng. Bên trái có đá Thanh Long (còn gọi là Hàm Rồng), bên phải có hang Bạch Hổ và đài Tam thế Phật. Chùa gồm có các hạng mục: chánh điện, giảng đường và nơi thờ tổ.
Trung tâm ngôi chánh điện thờ Phật Di Đà Tam Tôn, Đức Phật Thích Ca, Ngọc Hoàng thượng đế, Bồ Tát Văn Thù, Bồ Tát Phổ Hiền. Hai bên tả hữu thờ Quan Công và Tổ sư Đạt Ma. Ngoài ra còn có hương án thờ Bồ Tát Di Lặc, Bồ Tát Địa Tạng và bàn thờ Thập Điện Diêm Vương. Ngôi bảo tháp sau chánh điện thờ Xá Lợi Phật.

## Lịch sử
Cho đến nay, vẫn chưa tìm thấy tài liệu nào ghi lại chính xác năm chùa được xây dựng đầu tiên. Căn cứ vào hàng chữ Hán khắc gỗ trên hai cột ở gian giữa giảng đường thì chùa được xây dựng từ năm Bính Thìn, phía trước đề 1616 nhưng năm 1616 lại không tương ứng với năm Bính Thìn âm lịch. Có tư liệu cho rằng vào khoảng năm 1679, một nhóm dân binh Trung Quốc là thuộc hạ Tổng lãnh binh Trần Thượng Xuyên đến Đồng Nai đến chùa tỵ nạn, đã xây cất lại bằng gạch ngói và thỉnh Hòa thượng Thành Trí đến trụ trì.
Năm 1829, Tham tướng Nguyễn Văn Hiệp và Hương bảo Nguyễn Văn Tâm đã tổ chức xây cất mở rộng ngôi chùa theo kiến trúc cổ của Trung Quốc.